# Lâ-Todin
Lâ-Todin è un dipartimento del Burkina Faso classificato come comune, situato nella provincia di Passoré, facente parte della Regione del Nord.
Il dipartimento si compone del capoluogo e di altri 15 villaggi: Baribsi, Bissiga, Gogho, Kalamtogo, Kingria, Kollo, Loungo, Minissia, Nimpouy, Pendogo, Ramessoum, Sissamba, Sougbini, Titon e Veh.